# Братья Борис и Глеб (фильм)
«Братья Борис и Глеб» (1915) — художественный немой фильм режиссёра Евгения Бауэра. Другое название — «Братья Николаевы».
Фильм вышел на экраны 11 ноября 1915 года. Является продолжением фильма «Ирина Кирсанова» (1915).
Фильм не сохранился.

## Сюжет
Дело убийства Ронецкого в доме его жены Ирины кажется расследованным. Найденный полицией рядом с трупом в маске и с револьвером Колодин осуждён на 12 лет каторги. Ирина запрещает убившему подлеца-мужа при её защите Борису Николаеву признаваться полиции. 
Глеб Николаев с помощью привлечённого в качестве эксперта его отца профессора Николаева доказывает непричастность Колодина к убийству. Узнав из уст Ирины, что Ронецкого убил его брат Борис, Глеб отстраняется от дела и просит сделать это отца. Отец по отпечаткам пальцев определяет, что убил Борис. 
Несмотря на уговоры и уничтожение улик его женой (матерью Бориса), профессор решает назвать Бориса убийцей. Однако от волнения его разбивает паралич и профессор умирает. Теперь никто не выдаст Бориса. Однако мучимый угрызениями совести и желая отвести наказание от невиновного человека, Борис решает открыть своё участие в преступлении полиции. 
На суде присяжных выясняется вся картина убийства: подлые поступки убитого мужа Ирины, его нападение на жену, приведшее к кровавой развязке. Суд оправдывает Бориса. Теперь его совесть чиста и Борис соединяется с любимой Ириной.

## В ролях
- Иван Горский — Глеб Николаев
- Витольд Полонский — Борис Николаев
- Сергей Рассатов — профессор Николаев, их отец
- Ольга Рахманова — жена профессора Николаева
- Лидия Терек — Ирина Ронецкая
- А. Сотников — Колодин, шофёр
- Тамара Гедеванова — Лиза, его сестра

## Съёмочная группа
- Режиссёр: Евгений Бауэр
- Сценарист: Анталек (Антонина и Александр Ханжонковы)
- Оператор: Борис Завелев
- Продюсер: Александр Ханжонков

## Оценки
Рецензент журнала «Проектор» («Проэктор») отмечал, что в фильме «гораздо больше психологического элемента, чем в „Ирине Кирсановой“» и что продолжение фильма «по своей цельности даже превосходит первую серию».
Критик Н. Туркин высказал ряд замечаний о фильме. Он считал, что режиссёр так увлекается, что картина уносится «от существа внутреннего действия», перепрыгивает там, «где надо оглядеться». В частности, он раскритиковал сцену с Борисом в заключении, где режиссёр нарядил его в арестантский халат, хотя нельзя лишать Бориса до суда прав и преимуществ. В отзыве Н.Туркина, посвященном фильму «Братья Борис и Глеб», высоко оценивается мастерство оператора и режиссера: «Отчётливые, великолепные фотографии этой картины, художественные группировки в сценах ... ещё раз выдвинули искусство Бауэра». «В „Борисе и Глебе“, — продолжал критик, — действие развивается в четырёх стенах комнат, и тем не менее оно с такой силою захватывает зрителя, что он ни на минуту не замечает однообразия обстановки». 
Фильмы «Ирина Кирсанова» и «Братья Борис и Глеб», по мнению историка кино Б. С. Лихачёва, были лучшими фильмами года.